# 오카야마 신칸센 운전소
오카야마 신칸센 운전소(일본어: 岡山新幹線運転所)는 일본 오카야마현 오카야마시 기타구에 있는 신칸센 차량 사업소이다.